# 야넬리스 라브라다
야넬리스 율리엣 라브라다 디에즈(스페인어: Yanelis Labrada, 1981년 10월 8일 ~ )는 2004년 올림픽에서 은메달을 획득한 쿠바의 태권도 선수이다. 8강전에서 태국의 야오와파 부라폰차이를 준결승전에서 과테말라의 유다 카리아스를 이기며 결승에 진출하였지만 중화 타이베이의 천스신 선수에게 패하며 은메달을 획득하였다.

## 같이 보기
- 올림픽 태권도 메달리스트 목록